# Рон Еєрман
Рон Еєрман (Айєрман, англ. Ron Eyerman) — професор соціології, отримав ступінь бакалавра в Новій школі соціальних досліджень (1969 р.), ступінь магістра в галузі праці і трудових відносин в Університеті штату Орегон (1973 р.), докторський ступінь в Університеті Лунд, Швеція (1985 р.). Він є автором багатьох праць, що пов'язані з дослідженням культурної травми та колективної ідентичності. Його зацікавлення стосуються культурної та соціальної теорії руху, критичної теорії, культурології та соціології мистецтва. З 2003 р. є співдиректором Центру культурної соціології (CCS) разом з Джеффрі Александером.

## Наукова робота
Рон Еєрман — один з головних діячів у Єльському Центрі з вивчення культурної соціології. Спираючись на американські теорії функціоналізму, а також континентальні традиції (зокрема, герменевтиків та структуралістів), разом з іншими — Джеффрі Александер, Філіп Сміт — розвивають проект культурної соціології. У ньому вони прагнуть відстоювати макросоціологічні амбіції, беручи до уваги анти телеологічну критику, яка може бути подана стосовно даних амбіцій. Робота Еєрмана зосереджена на соціальних рухах, мистецтві, афективних аспектів суспільного життя. У 2008 році він опублікував працю The Assassination of Theovan Gogh: From social drama to cultural trauma (DukeUniversityPress, 2008), в якій автор аналізує вбивство Тео Ван Гога і відповідні реакції як соціальну драму.

## Останні публікації
- Eyerman, Ron, (Edited with Jeffrey C. Alexander and Elizabeth Breese) (2011). Narrating Trauma: On the Impact of Collective Suffering. Paradigm.
- Eyerman, Ron (2011). The Cultural Sociology of Political Assassination. Palgrave/Macmillan.
- Eyerman, Ron (2008). The Assassination of Theo van Gogh: From Social Drama to Cultural Trauma. Duke University Press.
- Eyerman, Ron and Lisa McCormick (eds.) (2006). Myth, Meaning and Performance: Toward a New Cultural Sociology of the Arts. Paradigm Press.
- Eyerman, Ron, with Jeffrey C. Alexander, Bernhard Giesen, Neil J. Smelser, and Piotr Sztompka (2004). Cultural Trauma and Collective Identity. Berkeley, CA: University of California Press.
- Eyerman, Ron (2002). Cultural Trauma: Slavery and the Formation of African-American Identity. Cambridge: Cambridge University Press.
- Eyerman, Ron and Andrew Jamison (1998). Music and Social Movements: Mobilizing Traditions in the Twentieth Century. Cambridge: Cambridge University Press.
- Chapters
- Eyerman, Ron (2006). "Performing Opposition Or, How Social Movements Move, " in J. C. Alexander, B. Giesen and J. Mast (eds.), Social Performance: Symbolic Action, Cultural Pragmatics, and Ritual. Cambridge University Press.

## Курси та семінари

### Undergraduate
- SOCY115, Contemporary American Society.
- SOCY131, Sociology of Arts and Popular Culture.
- SOCY151, Foundations of Modern Social Theory.

### Graduate
- SOCY544, Social Movements.
- SOCY548, Sociology of the Arts.
- SOCY570, Social Theory, Trauma and Memory.
- SOCY628, Workshop in Cultural Sociology.